# Giubiasco
Giubiasco es una localidad situada en la comuna suiza de Bellinzona, en el cantón del Tesino.
Hasta el 1 de abril de 2017 fue una comuna autónoma. El 2 de abril se fusionó con la comuna de Bellinzona junto con otros municipios suprimidos.